# 亚历山德里亚 (卢茨克区)
亚历山德里亚（烏克蘭語：Олександрія），是烏克蘭西部沃倫州盧茨克區皮德海齐市镇内的村落。面積0.67平方公里，海拔高度202米，2001年人口112，人口密度每平方公里168.42人。